# Lotherton Hall

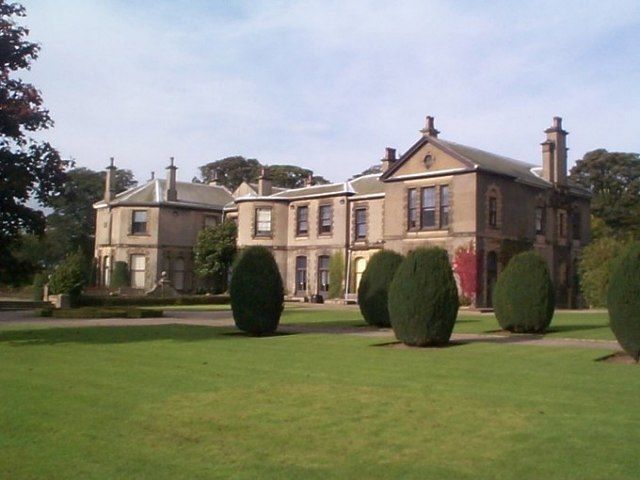
Lotherton Hall 2006

Lotherton Hall ist ein Landhaus beim Dorf Aberford in der englischen Verwaltungseinheit West Yorkshire. Es liegt nahe der Autobahn A1 (M), etwa je 320 km entfernt von London und Edinburgh.
Dort wohnten in der Vergangenheit eine Reihe prominenter Familien, z. B. die Nevilles (insbesondere Erzbischof George Neville, der jüngere Bruder von Richard Neville, 16. Earl of Warwick), die De Hothams und schließlich 1825 die Gascoignes. Richard Trench Gascoigne übernahm das Haus 1893, nach dem Tod seiner Tante Elizabeth, der Gattin von Frederic Trench, 2. Baron Ashtown. Nach dem Tod von Richards Vater Frederick in der Parlington Hall 1905 wurde Lotherton Hall zum Hauptsitz der Familie. Von 1914 bis 1918 diente das Landhaus als Lazarett.
Das Haus liegt auf einem Teil des Gascoigne-Anwesens und wurde 1968 von Sir Alvary Gascoigne und seiner Gattin, den letzten Gascoignes, deren Wurzeln in Parlington Hall lagen, der Stadt Leeds zur Verfügung gestellt, um es öffentlich zugänglich zu machen.
Auf dem Anwesen gibt es heute eine lange Reihe gefährdeter Vogelarten und eine Herde von Rothirschen. Vor dem Vogelgarten befindet sich eine große Rasenfläche, die im Sommer üblicherweise für Ballspiele und Picknicks genutzt wird. Hinter dem Landhaus gibt es ein Feld, auf dem häufig Ausstellungen stattfinden, z. B. die jährliche Motorradmesse.
Im Landhaus selbst, das in viktorianischer und eduardischer Zeit grundlegend umgebaut wurde, finden sich beeindruckende Sammlungen von Kunstwerken, die seit dem 18. Jahrhundert angesammelt wurden und heute öffentlich zugänglich sind. 2024 betrug die Besucherzahl etwa 228.000 Personen.
Im Landhaus können Hochzeiten und Partnerschaftszeremonien ausgerichtet werden.